# Eparchia tallińska (Estoński Kościół Prawosławny)
Eparchia tallińska – jedna z dwóch eparchii Estońskiego Kościoła Prawosławnego, z siedzibą w Tallinnie. Na jej czele stoi zwierzchnik Kościoła – metropolita talliński i całej Estonii Eugeniusz (Rieszetnikow).
W 2011 z eparchii tallińskiej wydzielono nową administraturę – eparchię narewską.
W 2012 w skład eparchii wchodziły 23 parafie, zgrupowane w dwóch dekanatach: wschodnim i zachodnim.
Eparchia wydaje miesięcznik Mir Prawosławia.